# Stilbe
Stilbe, mali biljni rod iz porodice Stilbaceae smješten u tribus Stilbeae. Sastoji se od sedam vrste južnoafričkih endema iz provincije Western Cape

## Etimologija
Ime Stilbe potječe od grčke riječi stilbo, što znači "sjajiti ili svjetlucati", jer cvijeće svjetluca na sunčevoj svjetlosti.

## Opis
Opisan je u Descriptiones Plantarum ex Capite Bonae Spei, ... 30. 1767.
Rod Stilbe pripada redu Lamiales, porodici Stilbaceae, to je mali rod koji se može pronaći samo u južnom dijelu Western Capea u Južnoj Africi, a sadrži 7 priznatih vrsta. Biljke iz roda Stilbe imaju pršljenove tijesno zbijenih, preklapajućih, igličastih listova koji prekrivaju stabljike ovih malih biljaka. Tipična vrsta Stilbe vestita je grm fynbosa s uspravnim stabljikama koje su prekrivene gusto zbijenim, igličastim lišćem i imaju guste klasove malih bijelih cvjetova na vrhovima zimi, u proljeće i rano ljeto, a stršeći prašnici im daju paperjast, čekinjast izgled . Raste u fynbosu u planinama na krajnjem jugozapadnom dijelu Južne Afrike.

## Vrste
1. Stilbe albiflora E.Mey.
2. Stilbe ericoides (L.) L.
3. Stilbe gymnopharyngia (Rourke) Rourke; rijetka
4. Stilbe overbergensis Rourke
5. Stilbe rupestris Compton
6. Stilbe serrulata (Hochst.) Rourke
7. Stilbe vestita Berg.; tip.